# SK Viktorie 1935 Nové Strašecí

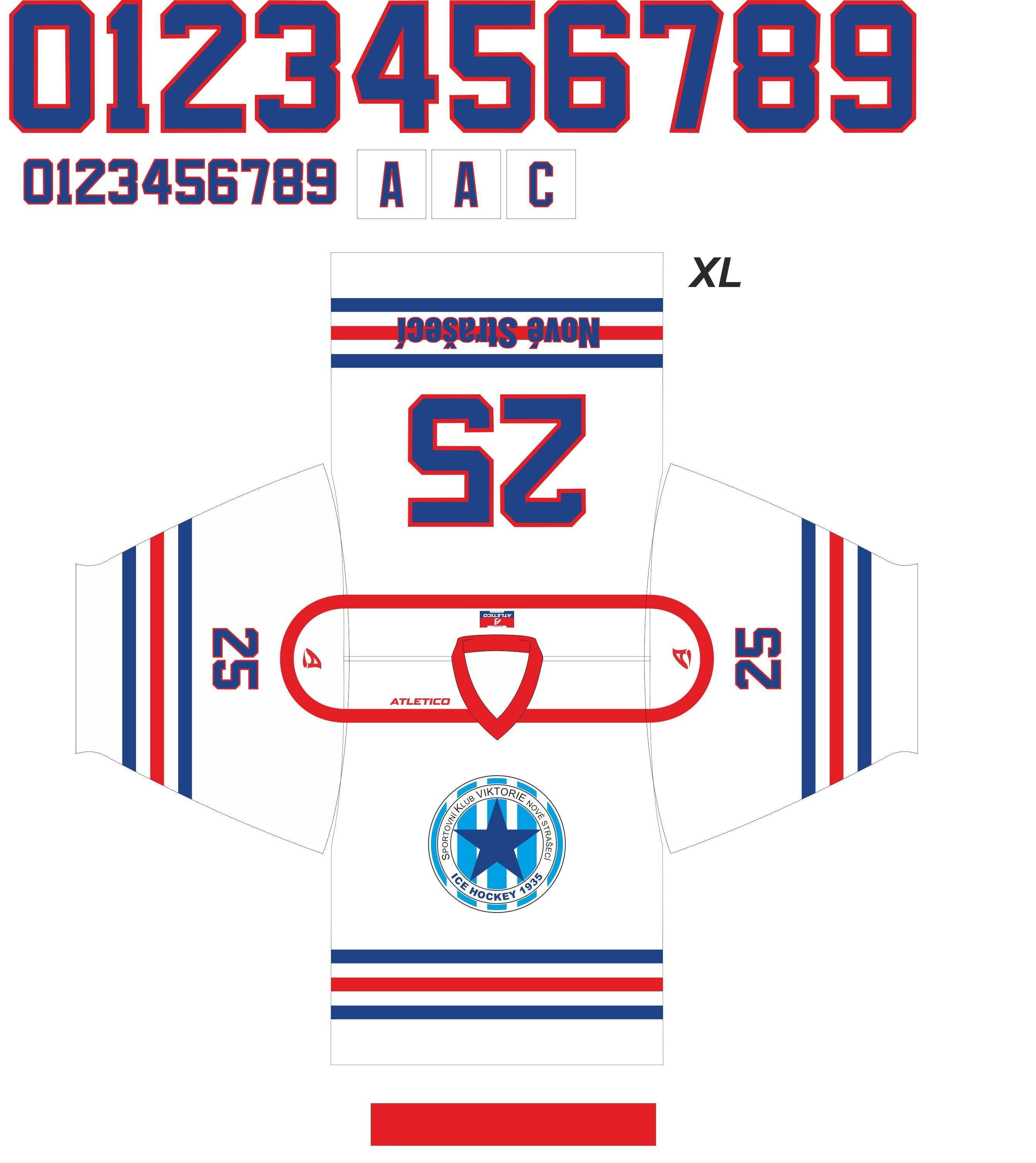
dres Viktorky

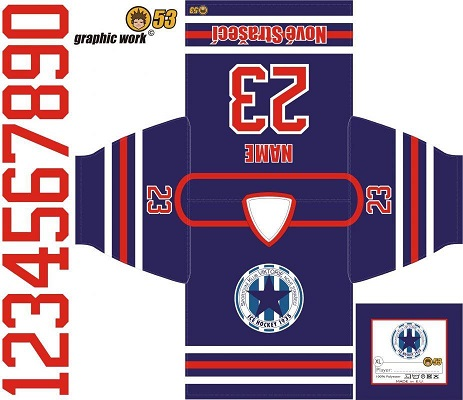
modrý dres Viktorky

SK Viktorie 1935 Nové Strašecí (celým názvem: Sportovní klub Viktorie 1935 Nové Strašecí) je český klub ledního hokeje, který sídlí ve městě Nové Strašecí ve Středočeském kraji. Založen byl v roce 1935. V sezóně 2017/18 působil v Amatérské hokejové lize Slaný, neregistrované soutěži ledního hokeje v České republice. Klubové barvy jsou modrá a bílá.
Hokejovou sezónu 2019/20 hraje klub amatérskou soutěž BNB Cup na zimním stadionu v Rakovníku.

## Přehled ligové účasti
Stručný přehled
Zdroj: 
- 1936–1938: Středočeská III. třída – sk. Sever (5. ligová úroveň v Československu)
- 1949–1950: Středočeská I. třída – sk. C (3. ligová úroveň v Československu)
- 1950–1951: Středočeská I. třída – sk. E (3. ligová úroveň v Československu)
- 2013–2014: Středočeský meziokresní přebor – sk. A (6. ligová úroveň v České republice)
- 2014–2017: Středočeský meziokresní přebor (6. ligová úroveň v České republice)
- 2017–2018: Amatérská hokejová liga Slaný (neregistrovaná soutěž v České republice)

Jednotlivé ročníky
Zdroj: 
Legenda: ZČ - základní část, červené podbarvení - sestup, zelené podbarvení - postup, fialové podbarvení - reorganizace, změna skupiny či soutěže
| Československo (1936 – 1938)             |                                        |                       |           |                                       |                      |
| Sezóny                                   | Soutěž                                 | Úroveň                | ZČ        | Play-off, nadstavba, sk. o udržení... | Poznámky             |
| 1936/37                                  | Středočeská III. třída – sk. Sever     | 5. úroveň             | 2. místo  |                                       |                      |
| 1937/38                                  | Středočeská III. třída – sk. Sever     | 5. úroveň             | ?. místo  |                                       | Reorganizace         |
| Protektorát Čechy a Morava (1939 – 1944) |                                        |                       |           |                                       |                      |
| Sezóny                                   | Soutěž                                 | Úroveň                | ZČ        | Play-off, nadstavba, sk. o udržení... | Poznámky             |
| ...                                      |                                        |                       |           |                                       |                      |
| Československo (1945 – 1993)             |                                        |                       |           |                                       |                      |
| Sezóny                                   | Soutěž                                 | Úroveň                | ZČ        | Play-off, nadstavba, sk. o udržení... | Poznámky             |
| ...                                      |                                        |                       |           |                                       |                      |
| 1949/50                                  | Středočeská I. třída – sk. C           | 3. úroveň             | ?. místo  |                                       | Změna skupiny        |
| 1950/51                                  | Středočeská I. třída – sk. E           | 3. úroveň             | ?. místo  |                                       | Reorganizace         |
| ...                                      |                                        |                       |           |                                       |                      |
| Česko (1993 – )                          |                                        |                       |           |                                       |                      |
| Sezóny                                   | Soutěž                                 | Úroveň                | ZČ        | Play-off, nadstavba, sk. o udržení... | Poznámky             |
| ...                                      |                                        |                       |           |                                       |                      |
| 2013/14                                  | Středočeský meziokresní přebor – sk. A | 6. úroveň             | 5. místo  |                                       | Reorganizace         |
| 2014/15                                  | Středočeský meziokresní přebor         | 6. úroveň             | 10. místo |                                       |                      |
| 2015/16                                  | Středočeský meziokresní přebor         | 6. úroveň             | 9. místo  |                                       |                      |
| 2016/17                                  | Středočeský meziokresní přebor         | 6. úroveň             | 6. místo  |                                       | Odhlášení ze soutěže |
| 2017/18                                  | Amatérská hokejová liga Slaný          | neregistrovaná soutěž | 6. místo  |                                       | Odhlášení ze soutěže |